# 本川越駅

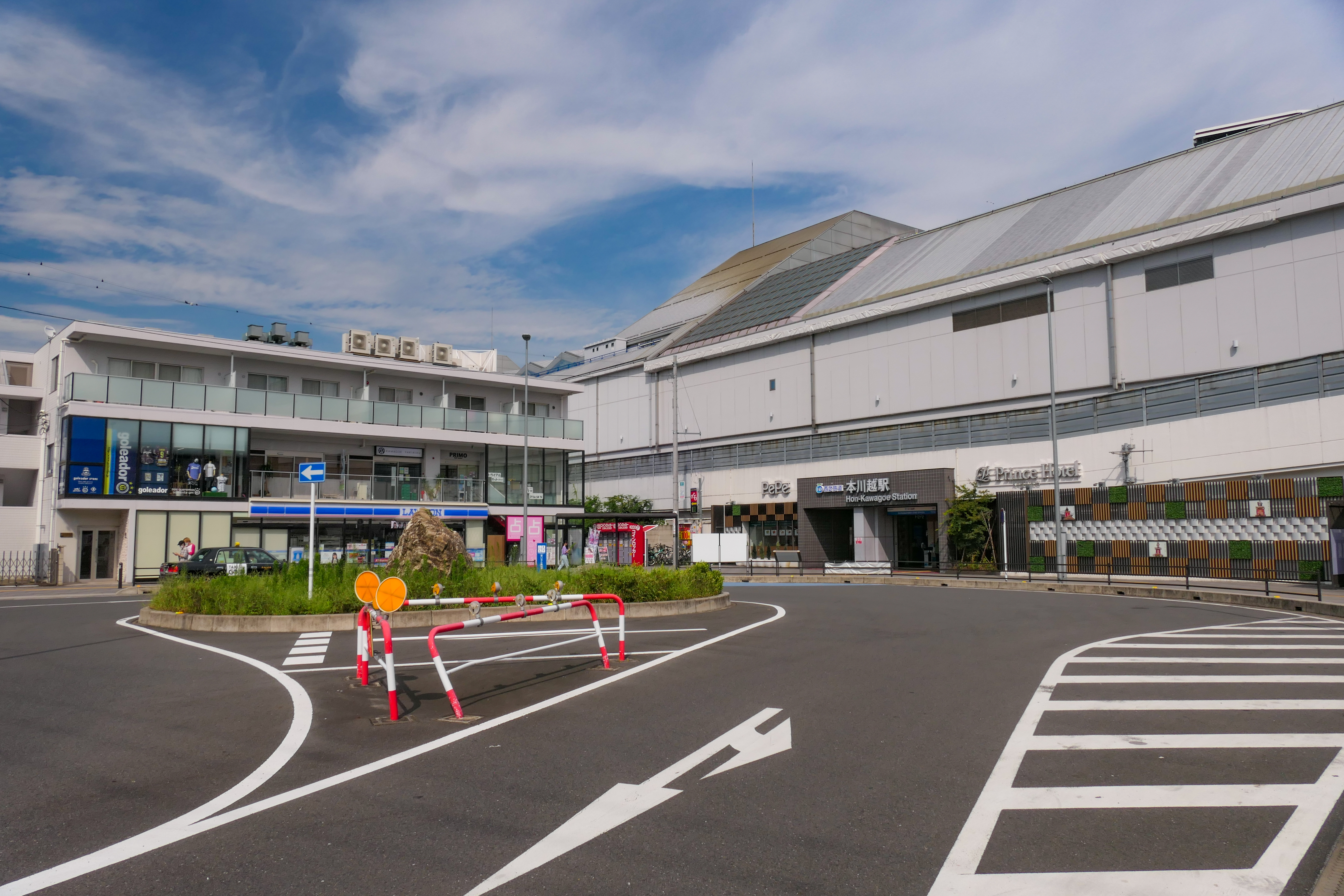
西口外観（2021年8月）

本川越駅（ほんかわごええき）は、埼玉県川越市新富町一丁目にある、西武鉄道新宿線の駅である。「時の鐘と蔵のまち」という副駅名が2012年10月20日から付けられている。駅番号はSS29、同線の終着駅。
管区長配置駅であり、「本川越駅管区」として航空公園駅 - 当駅間の各駅を管理している。

## 年表
- 1895年（明治28年）3月21日 - 川越鉄道川越駅開業[1]。現在川越市の中心にある3駅（川越駅・川越市駅・本川越駅）の中で最も古くからある[5]。
- 1940年（昭和15年）7月22日 - 鉄道省川越線開業に伴い、本川越駅に改称[6]。
- 1953年（昭和28年）3月21日 - 現在地に移設。
- 1975年（昭和50年）4月1日 - 専用線貨物取扱廃止[7]。
- 1982年（昭和57年）3月15日 - 駅構内改良工事完成[8]。
- 1990年（平成2年）8月2日 - 駅構内改良工事完成。ホームが従来の3面5線から1面2線になる。
- 1991年（平成3年）9月5日 - ステーションビルオープン[9]。
- 1998年（平成10年） - ホームの改修を実施。島式1面2線から現在の2面3線ホームとなる。
- 2002年（平成14年） - 改札口有人通路をオープンカウンター式に変更。
- 2006年（平成18年）11月11日 - 駅開業111周年として、快速急行国分寺行が運行される。
- 2007年（平成19年）3月28日 - 天皇・皇后とスウェーデン国王カール16世グスタフ夫妻が川越観光のために当駅を利用。それに伴い、10000系を使ったお召し列車[10]と露払い列車が運行される。
- 2009年（平成21年）6月11日 - 駅売店がTOMONYとしてリニューアルし開店。
- 2012年（平成24年）10月20日 - 副駅名に時の鐘と蔵のまちが追加された[3]。
- 2016年（平成28年）2月20日 - 西口開設[11][12]。同時に駅前ロータリー供用開始。東口の名称を「蔵のまち口」に改称[11]。

## 駅構造
頭端式ホーム2面3線を有する地上駅である。ホームの北端に1階改札口、特急券うりば、駅事務所、AEDなどがある。また、待合室、コインロッカー、多機能トイレも設置されている。西武本川越ペペや川越プリンスホテルと直結している2階改札口は午前9時から午後9時までの営業となっている。ホームから2階改札口へは階段のほか、エスカレーターが設置されている。
特急は乗車・降車ともに2番ホームで対応している。1・4番ホームは10両編成分の有効長があるが、2・3番ホームは7両編成分であり、車止めは1・4番ホームよりも南側にある。このため、8両編成である001系「Laview」は新宿線の定期特急への導入は行っていない。また、2階改札口への階段・エスカレーターは2・3番ホームの車止めよりもさらに北側にある。
当駅から脇田信号場までの約900メートルは、新宿線で唯一の単線区間である。この区間の途中でJR川越線と東武東上線の高架をくぐっているが敷地が狭いために複線化は行われていない。
歴史的な経緯により当駅に起点を示す0キロポストが立てられたが、駅改良工事に伴い0キロポストがなくなり、現在は4番ホーム側の線路脇にある0.3キロポストから始まっている（詳細は西武新宿線#キロポストについてを参照）。かつては駅北側のバス回転所まで線路が延びており、機回し線と踏切があった。
構内には駅ナカ店舗が出店している。出店店舗の詳細及び併設の駅ビル・西武本川越ぺぺの出店店舗の詳細は公式サイト「フロアガイド」を参照。なおぺぺは2026年1月をもって営業終了予定
かつて2階には川越市役所本川越駅証明センターが設置されていたが、2019年（平成31年）3月31日をもって閉鎖された。

### のりば
| ホーム | 路線       | 行先                                   | 備考               |
| ------ | ---------- | -------------------------------------- | ------------------ |
| 1      | 新宿線     | 所沢・高田馬場・西武新宿（国分寺）方面 | 一般種別用         |
| 2      | 新宿線     | 所沢・高田馬場・西武新宿（国分寺）方面 | 特急「小江戸」専用 |
| 3      | （未使用） | （未使用）                             | （未使用）         |
| 4      | 新宿線     | 所沢・高田馬場・西武新宿（国分寺）方面 | 一般種別用         |

2009年7月4日より、2番ホームの発車メロディは当市を舞台にした連続テレビ小説『つばさ』の主題歌「愛の季節」（アンジェラ・アキ）をアレンジしたものに変更されている。

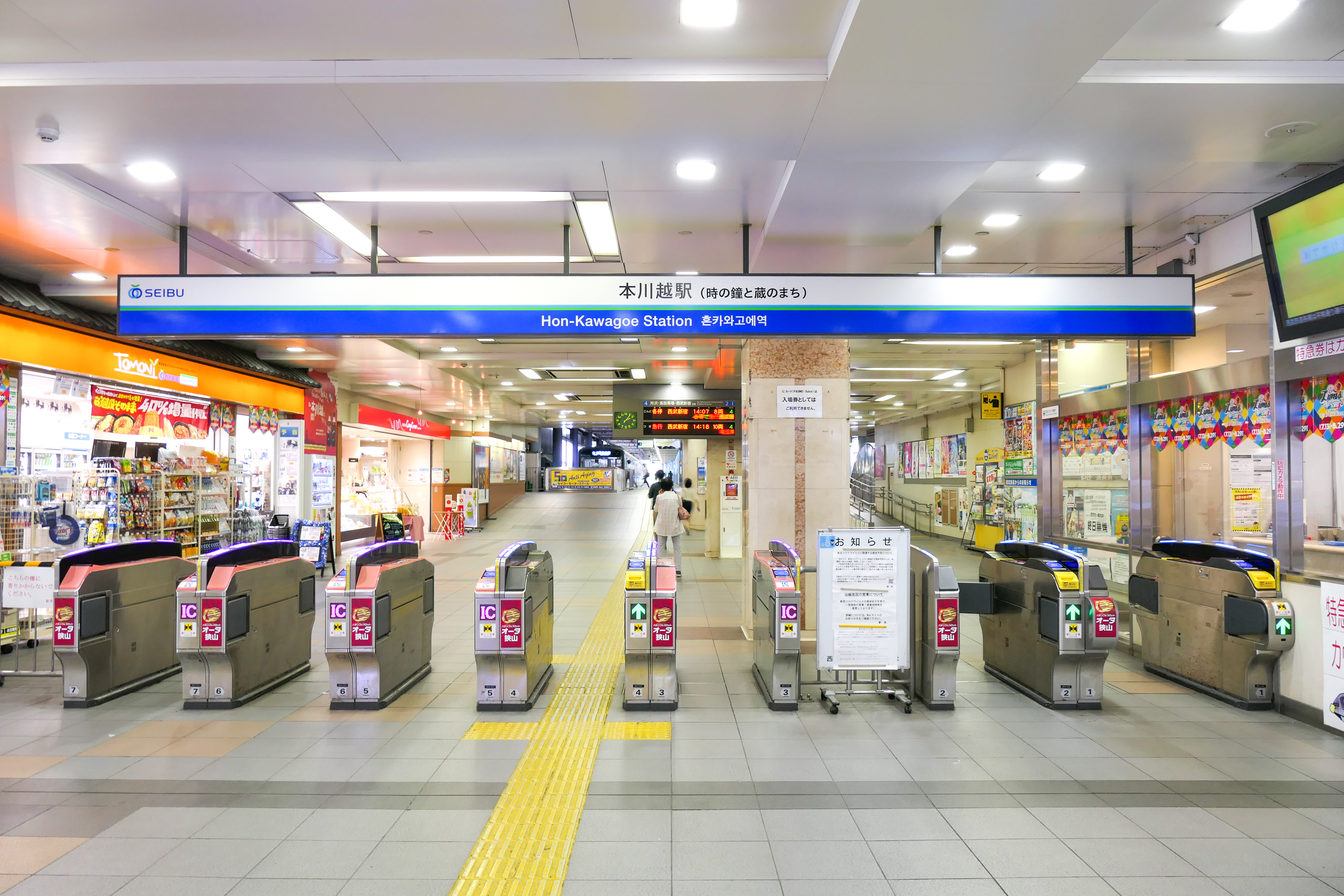
1階改札口（2021年8月）
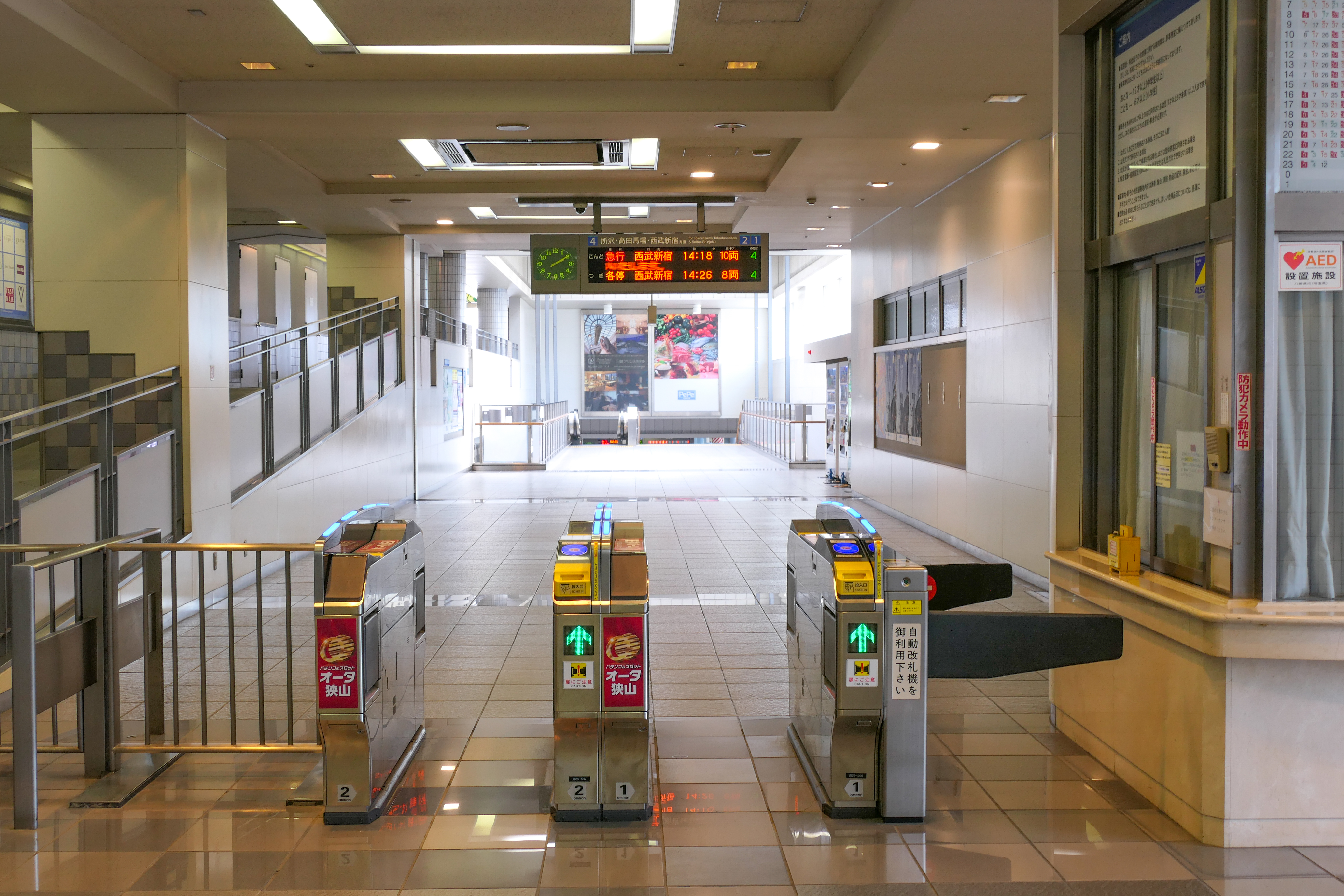
2階改札口（2021年8月）
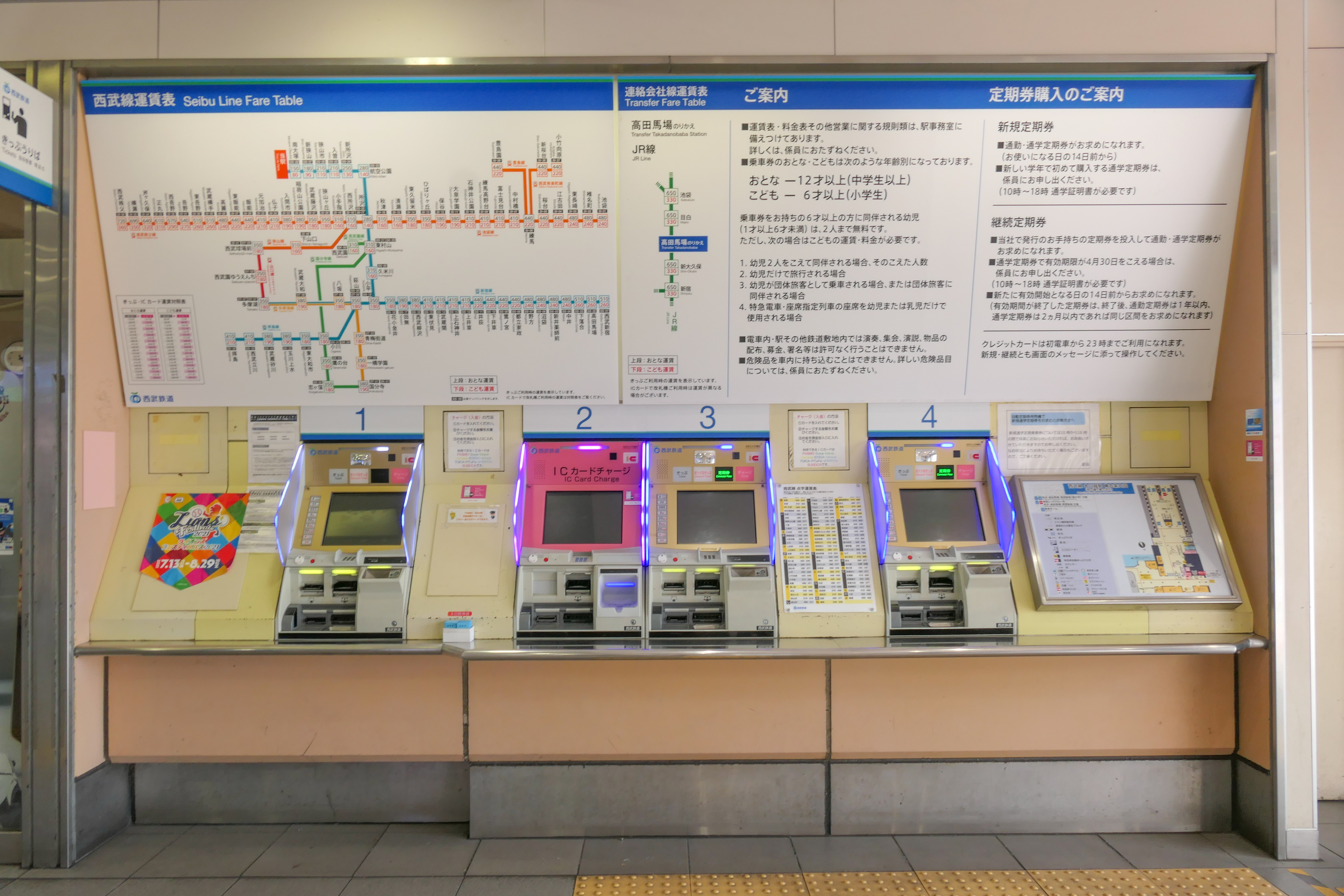
自動券売機（2021年8月）
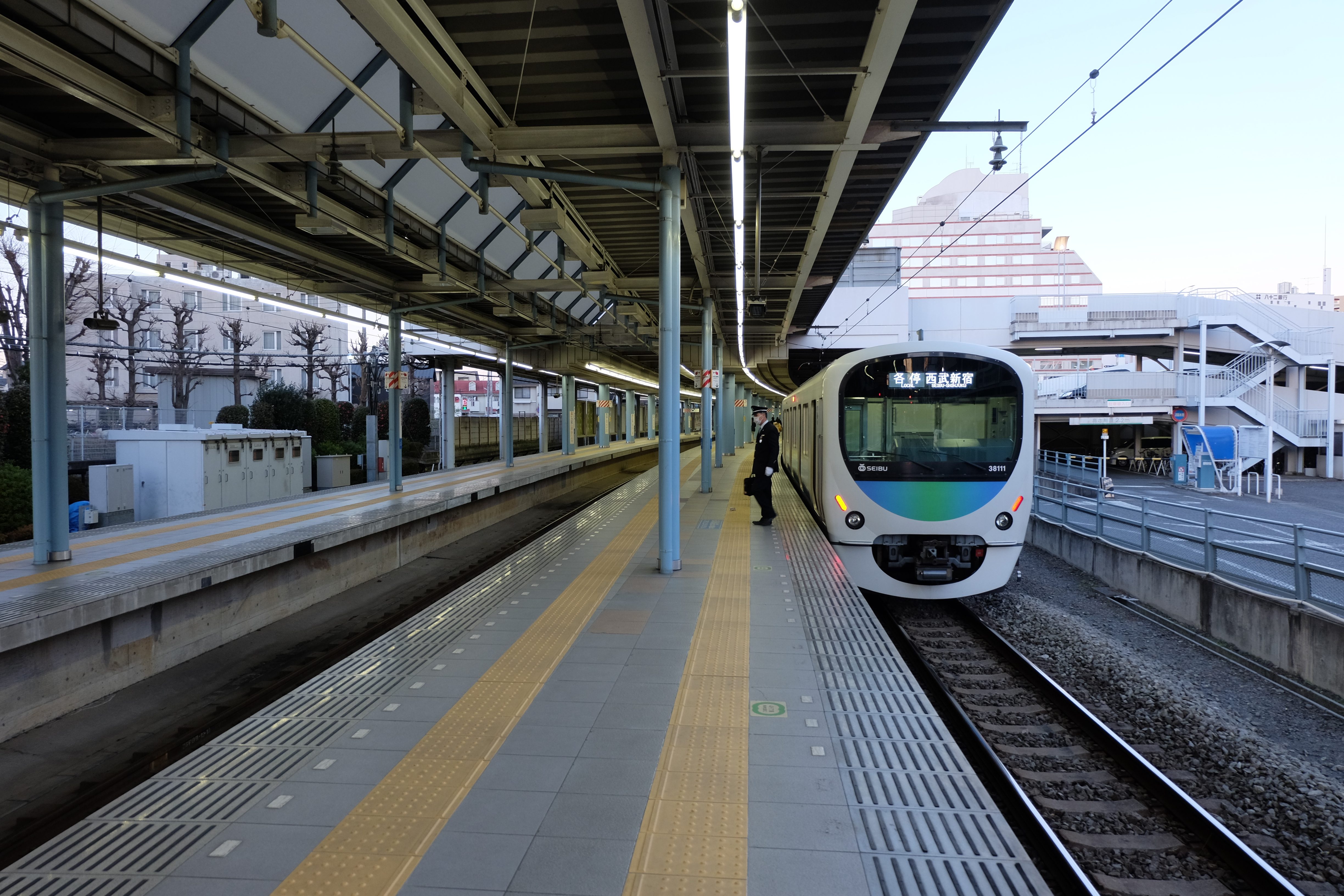
駅構内。2面3線構造で中央の線路を両側のホームで共有する（2015年1月）

### 配線図
|                                                               | ↑ JR川越線西川越駅↑東武東上本線川越市駅        |  |
| ← 南大塚駅                                                    | 西武鉄道新宿線 本川越駅・脇田信号場間 配線略図 |  |
|                                                               | ↓ 川越駅                                       |  |
| 凡例 出典: 左：脇田信号場、右：本川越駅（2001年12月15日現在） |                                                |  |

### 川越線連絡線
軍需鉄道として国鉄川越線が1940年（昭和15年）に開通すると、西武新宿線と川越線の連絡線が敷設された。脇田信号場を過ぎて国道16号の旧道を越え右にカーブし、赤心堂病院前を通って川越線に向かって進み、アトレマルヒロの前の踏切付近で川越線につながる連絡線で、戦時中に使われた。
また、西武線の線路を挟んでこの連絡線の反対側にあった日清紡績川越工場は戦時下では軍需工場で、荷物積出施設や西武新宿線のホームがあった。この国鉄川越駅への連絡線は戦後西武鉄道の所有となったが、旅客化は断念され、その後市有地となった。
線路跡地は、現在でも上空から跡地がはっきりと分かる状態になっている。

## 利用状況
- 西武鉄道 - 2024年度の1日平均乗降人員は49,020人で、西武鉄道の全92駅中17位[西武 1]。

近年の1日平均乗降・乗車人員の推移は下記の通りである。
| 年度               | 1日平均 乗降人員 | 1日平均 乗車人員 | 出典              |
| ------------------ | ---------------- | ---------------- | ----------------- |
| 1990年（平成02年） | 44,967           | 22,801           |                   |
| 1991年（平成03年） | 47,892           | 24,452           |                   |
| 1992年（平成04年） | 48,578           | 24,816           |                   |
| 1993年（平成05年） | 49,675           | 25,405           |                   |
| 1994年（平成06年） | 50,672           | 25,908           |                   |
| 1995年（平成07年） | 50,800           | 25,961           |                   |
| 1996年（平成08年） | 49,900           | 25,451           |                   |
| 1997年（平成09年） | 48,620           | 24,729           |                   |
| 1998年（平成10年） | 47,897           | 24,242           |                   |
| 1999年（平成11年） | 47,487           | 24,019           | [ 埼玉県統計 1 ]  |
| 2000年（平成12年） | 47,938           | 24,232           | [ 埼玉県統計 2 ]  |
| 2001年（平成13年） | 48,004           | 24,205           | [ 埼玉県統計 3 ]  |
| 2002年（平成14年） | 48,122           | 24,278           | [ 埼玉県統計 4 ]  |
| 2003年（平成15年） | 48,332           | 24,361           | [ 埼玉県統計 5 ]  |
| 2004年（平成16年） | 47,940           | 24,142           | [ 埼玉県統計 6 ]  |
| 2005年（平成17年） | 47,492           | 23,918           | [ 埼玉県統計 7 ]  |
| 2006年（平成18年） | 47,750           | 24,035           | [ 埼玉県統計 8 ]  |
| 2007年（平成19年） | 47,744           | 23,970           | [ 埼玉県統計 9 ]  |
| 2008年（平成20年） | 48,686           | 24,404           | [ 埼玉県統計 10 ] |
| 2009年（平成21年） | 48,518           | 24,305           | [ 埼玉県統計 11 ] |
| 2010年（平成22年） | 47,680           | 23,959           | [ 埼玉県統計 12 ] |
| 2011年（平成23年） | 47,138           | 23,764           | [ 埼玉県統計 13 ] |
| 2012年（平成24年） | 48,253           | 24,286           | [ 埼玉県統計 14 ] |
| 2013年（平成25年） | 48,920           | 24,577           | [ 埼玉県統計 15 ] |
| 2014年（平成26年） | 48,880           | 24,554           | [ 埼玉県統計 16 ] |
| 2015年（平成27年） | 49,266           | 24,751           | [ 埼玉県統計 17 ] |
| 2016年（平成28年） | 51,046           | 25,635           | [ 埼玉県統計 18 ] |
| 2017年（平成29年） | 52,603           | 26,419           | [ 埼玉県統計 19 ] |
| 2018年（平成30年） | 53,880           | 27,069           | [ 埼玉県統計 20 ] |
| 2019年（令和元年） | 53,230           | 26,753           | [ 埼玉県統計 21 ] |
| 2020年（令和02年） | 37,498           | 18,828           | [ 埼玉県統計 22 ] |
| 2021年（令和03年） | 43,048           |                  |                   |
| 2022年（令和04年） | 47,349           |                  |                   |
| 2023年（令和05年） | 48,374           |                  |                   |
| 2024年（令和06年） | 49,020           |                  |                   |

## 駅周辺
近隣の駅
- 川越市駅（東武東上本線）
- 川越駅（JR川越線・東武東上本線）

- クレアモール
- 丸広百貨店川越店

公共施設
- 川越警察署本川越駅前交番
- 川越市役所
- 川越市立図書館
- 川越市立博物館
- 川越市立美術館
- 川越郵便局

銀行
- 埼玉りそな銀行
  - 本川越支店
  - 川越支店
  - りそなコエドテラス（旧第八十五銀行本店。国の登録有形文化財）
- 八十二銀行川越支店
- 武蔵野銀行川越支店
- 三菱UFJ銀行川越支店
- みずほ銀行川越支店
- みずほ信託銀行川越支店（みずほ銀行川越支店内）

観光施設
- 時の鐘
- 川越一番街（蔵造りの町並み）
- 川越市産業観光館（小江戸蔵里）
- 菓子屋横丁
- 川越織物市場
- 川越まつり会館
- 川越市蔵造り資料館
- 川越城址

神社・仏閣
- 喜多院
- 川越氷川神社
- 蓮馨寺

学校
- 埼玉県立川越女子高等学校
- 山村学園高等学校
- 星野学園中学校・星野高等学校
- 埼玉県立川越高等学校
- 埼玉県立川越工業高等学校
- 川越市立中央小学校

道路
- 埼玉県道229号本川越停車場線
- 埼玉県道15号川越日高線
- 埼玉県道39号川越坂戸毛呂山線
  - 連雀町交差点
  - 札の辻交差点
  - 神明町交差点
- 国道254号
  - 宮元町交差点

### 川越市駅・川越駅との接続
東武鉄道東上線の川越市駅は当駅から西に約350メートルのところにあり、東武東上線と東日本旅客鉄道（JR東日本）川越線の川越駅は当駅から南東に約950メートルのところにある。なお、川越駅までは路線バスが運行されている（後述）。路線図や案内放送では乗り換え駅として案内されていないが、両駅ともに当駅との定期券による連絡運輸が設定されている。
西口開設までは、出入口が駅の北東側にしか無かったため遠回りせねばならず、川越市駅への徒歩連絡による乗り換え時間がより多くかかった。またホーム南端は幅が狭くなっていることもあり、改札口およびそこに通じる階段の設置は構造上困難であった。
川越市は2015年度までの第三次総合計画において、川越駅・川越市駅を含めた市街地3駅のそれぞれの整備計画である「川越駅西口周辺地区基本構想」に基づき当駅の西口開設と駅前広場建設を実施。2016年2月20日に西口が開設、同時に川越市駅までの道路も拡張整備され、本川越駅と川越市駅間の所要時間は徒歩11分から徒歩5分に短縮、利便性が向上した。

### バス路線
| のりば       | 運行事業者                              | 系統・行先 | 備考 |
| ------------ | --------------------------------------- | --- | --- |
| 1            | 西武バス                                | - 新所02：新所沢駅東口 - 本53：今福中台行 - 本54：川越営業所 - 本55：所沢営業所 - 本55：上赤坂 | |
| 2            | 西武バス                                | - 本52：川越グリーンパーク - 川越35：かすみ野 - 川越35-1：尚美学園大学 - 川越100：川越水上公園 | 本52系統の平日最初の1本は川越警察・市民聖苑通過。 川越100系統は川越駅西口起・終点、途中本川越駅のみ停車、季節運行。 |
| 3            | 西武バス                                | 番号なし：南古谷駅 | 土休日1本のみ。 |
| 5            | 東武バスウエスト                        | - 川越01：神明町車庫行 - 川越02：八幡団地/東松山駅 - 川越03：鴻巣駅西口/免許センター - 川越04：桶川駅西口 - 川越05：神明町車庫 - 川越06：川越運動公園/上尾駅西口 - 川越09：パイオニア前 - 若02：若葉駅 | |
| 6            | 東武バスウエスト                        | 川越01・川越06・川越09・若02・東坂02：川越駅 | |
| -            | イーグルバス                            | 小江戸巡回バス（喜多院・富士見櫓跡・氷川神社前・大手門・蔵の街・菓子屋横丁循環） | |
| 高速バス     |                                         | | |
| -            | 東武バスウエスト・ 京成トランジットバス | 東京ディズニーリゾート | |
| 空港連絡バス |                                         | | |
| -            | 西武バス・イーグルバス・ 東京空港交通   | 羽田空港 | |

備考
- 川越駅を経由する路線は、同駅まではすべて運賃100円で乗車が可能である。
- 当駅に乗り入れる西武バスの路線は、川越100系統以外は当駅が起・終点。
- 西武バスは1番、2番乗り場は駅前ロータリー、3番乗り場は道路上にバス停がある。
- 東武バスウエストのバス停はどちらも道路上に設置されており、駅前広場には乗り入れない。

## 隣の駅
西武鉄道
 新宿線
- ■特急「小江戸」発着駅

■通勤急行（上りのみ運転）
狭山市駅 (SS26) ← 本川越駅 (SS29)
■快速急行（土休日下りのみ）・■急行・■準急・■各駅停車
南大塚駅 (SS28) - 本川越駅 (SS29)